# Fort du Parmont
Le fort du Parmont a été construit entre 1874 et 1876. C'est un ouvrage faisant partie des fortifications de l'Est de la France du type Séré de Rivières. Il est situé dans la commune de Remiremont et fait partie du rideau défensif de la Haute Moselle.

### Le casernement

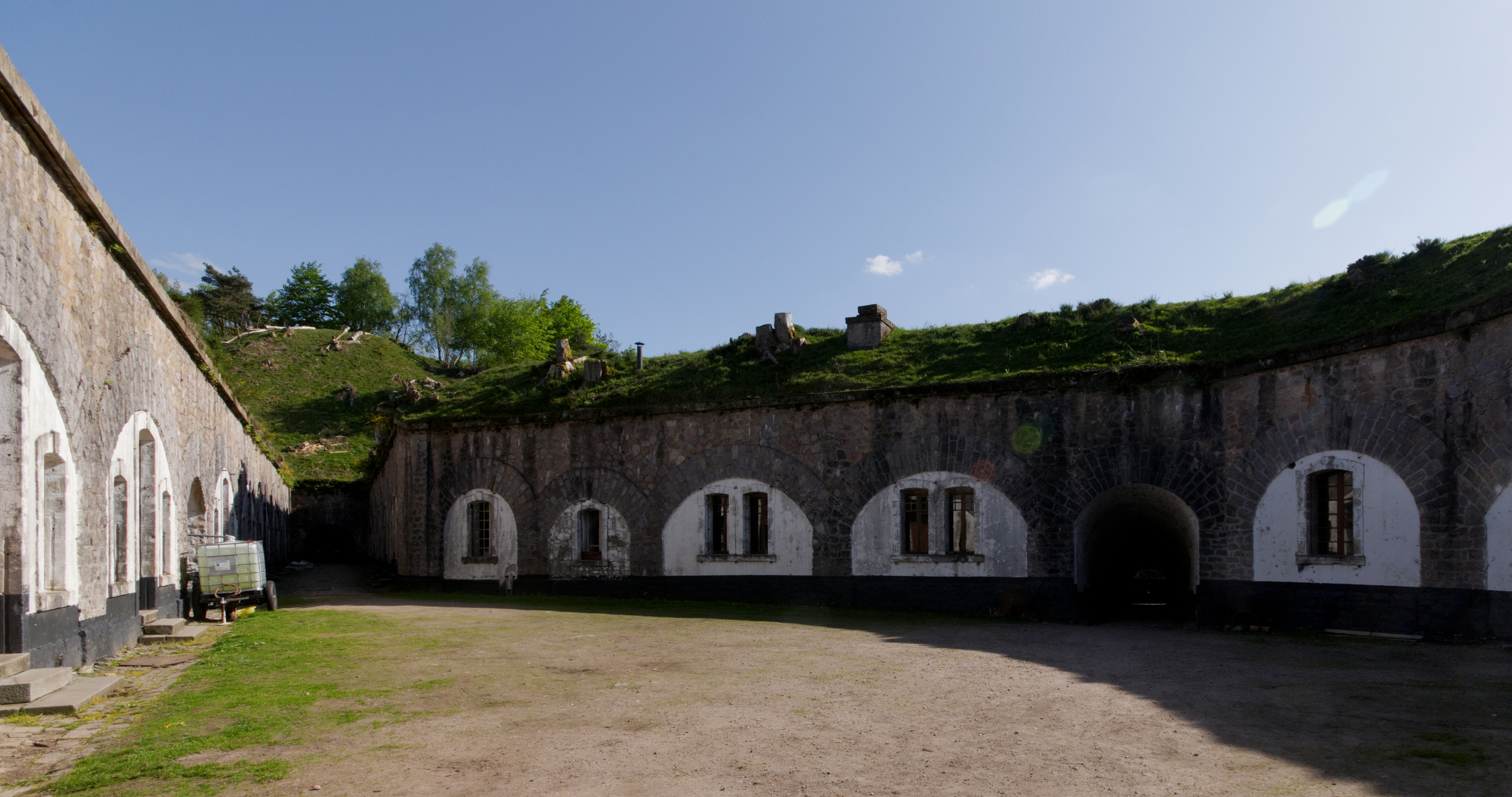
Le casernement, vu depuis la cour principale.

## Description

### La boulangerie

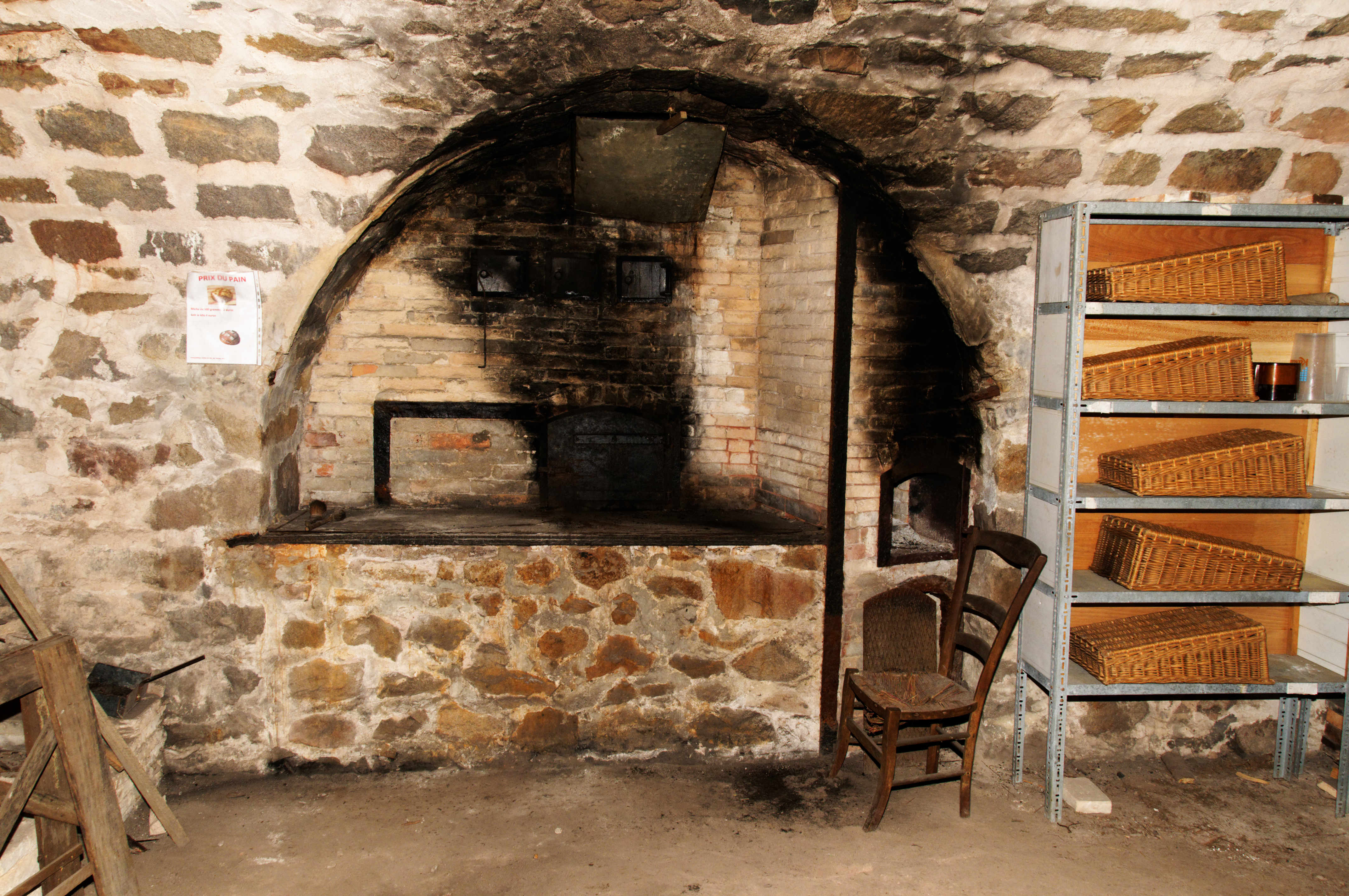
La « petite boulangerie ».

Ce fort possède 2 boulangeries : la « petite boulangerie » et la « boulangerie de guerre ».

### Le magasin-caverne

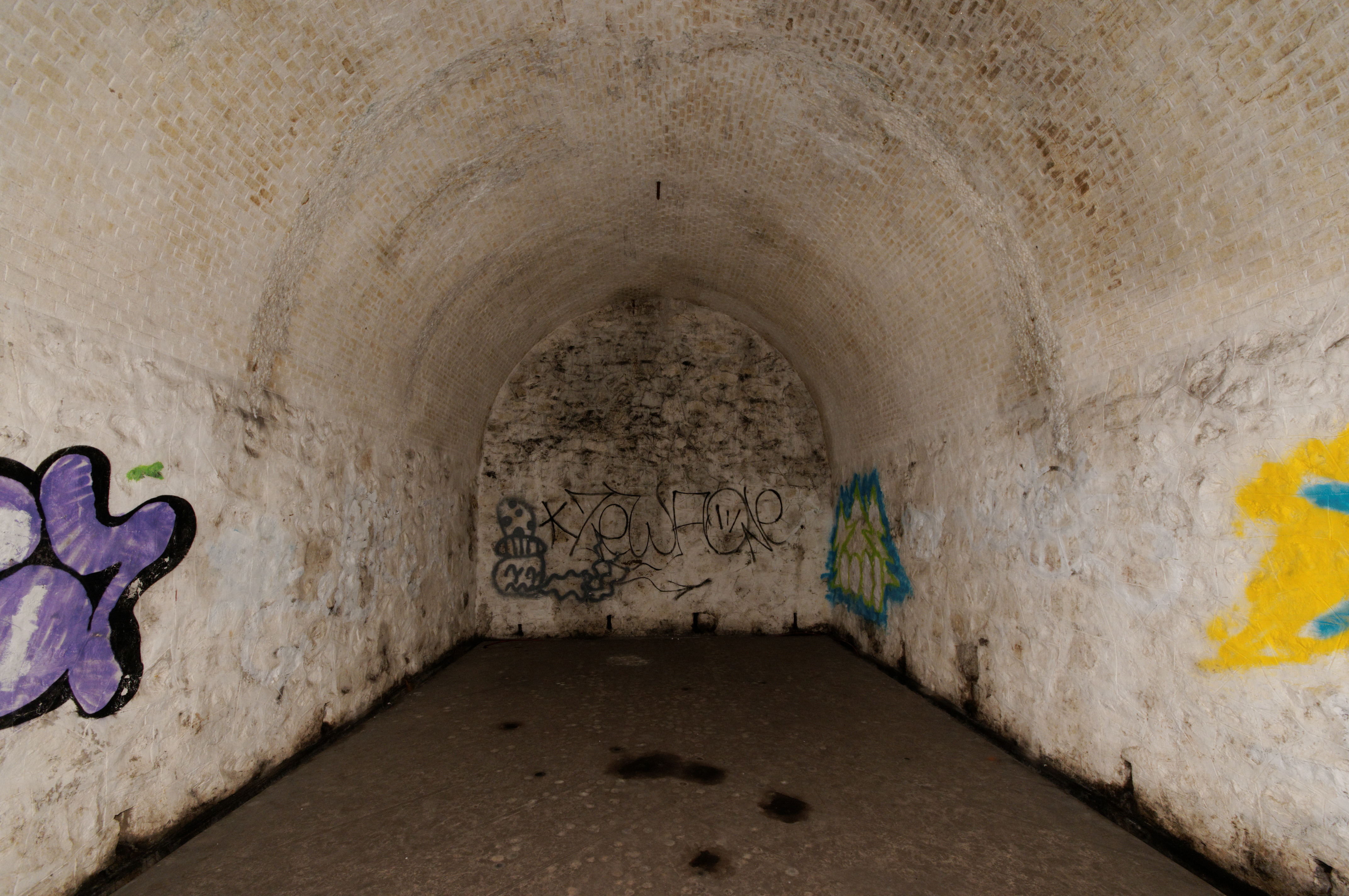
Une des salles de stockage du magasin sous roc.

À la suite de la crise de l'obus-torpille, en 1885, un magasin-caverne a été creusé. À part cela, le fort ne sera pas modernisé.

### La casemate Mougin

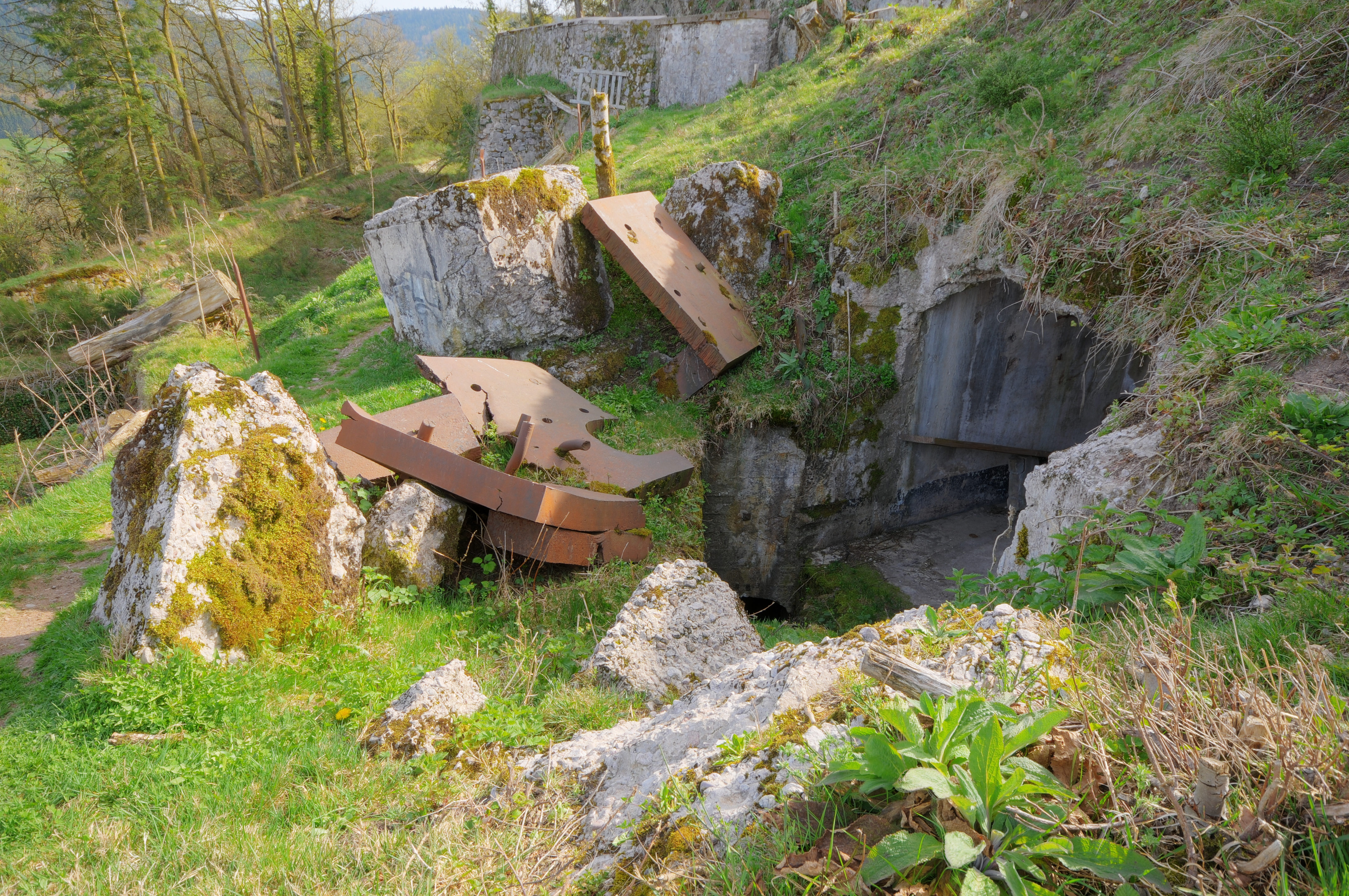
La casemate cuirassée.

Une casemate cuirassé est installée dans ce fort. Celle-ci a été en partie détruite soit par les Allemands pendant la Seconde Guerre mondiale, soit par un ferrailleur dans les années 1960.

### La tourelle Mougin

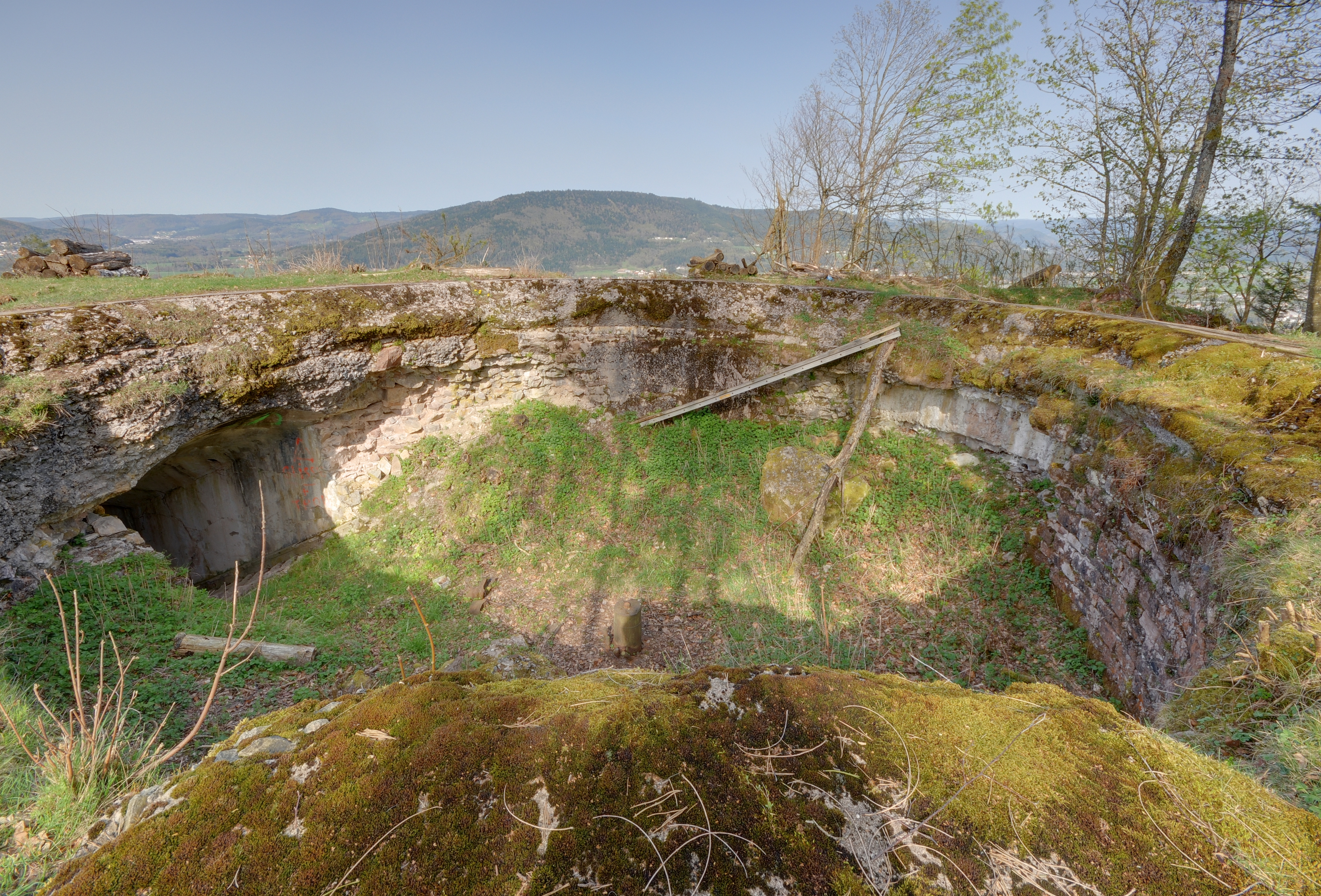
L'emplacement de la tourelle Mougin.

Une tourelle Mougin a été installée. Celle-ci fut détruite pendant la Seconde Guerre mondiale.

### Les magasins à poudre et à cartouches

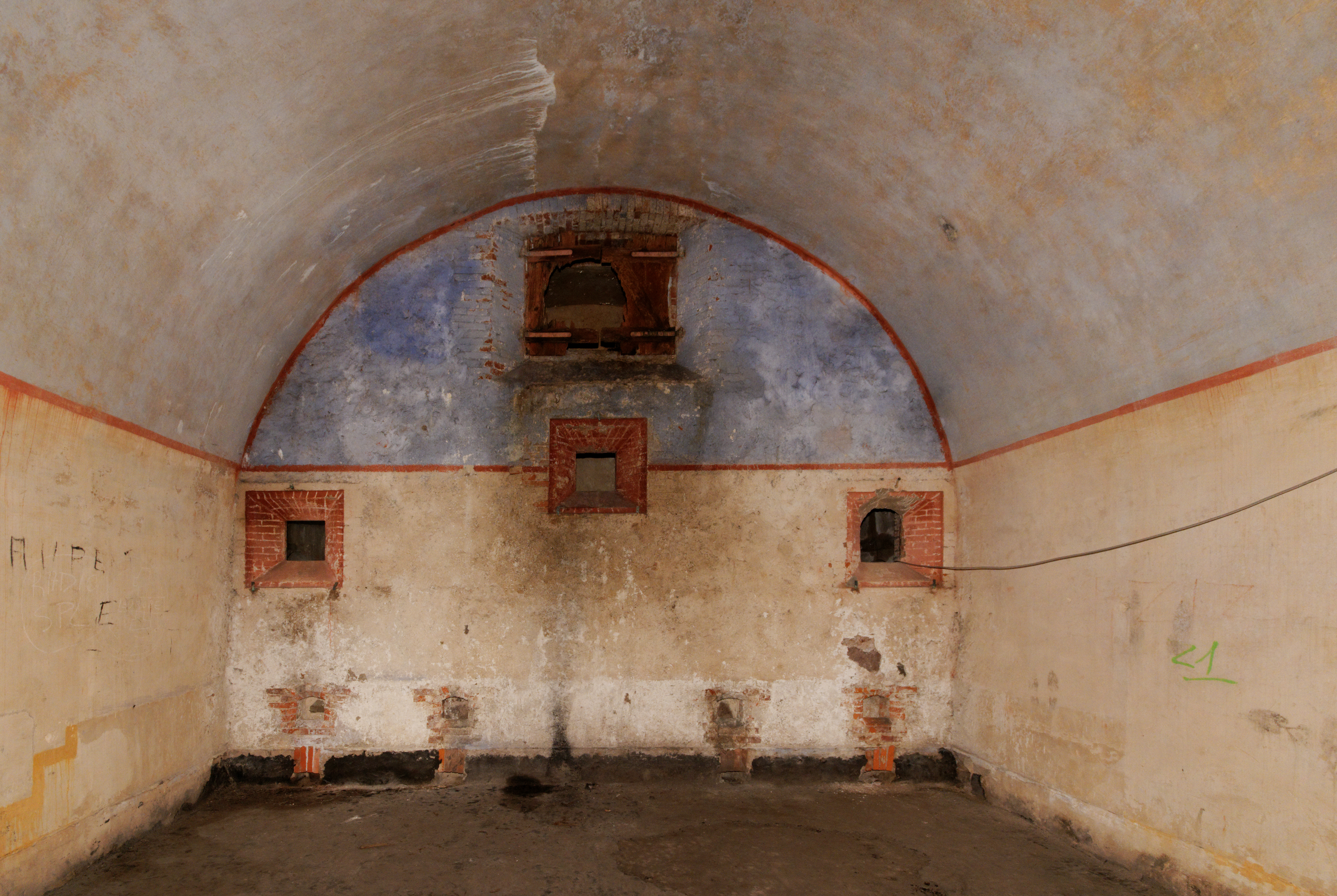
Le magasin à poudre.

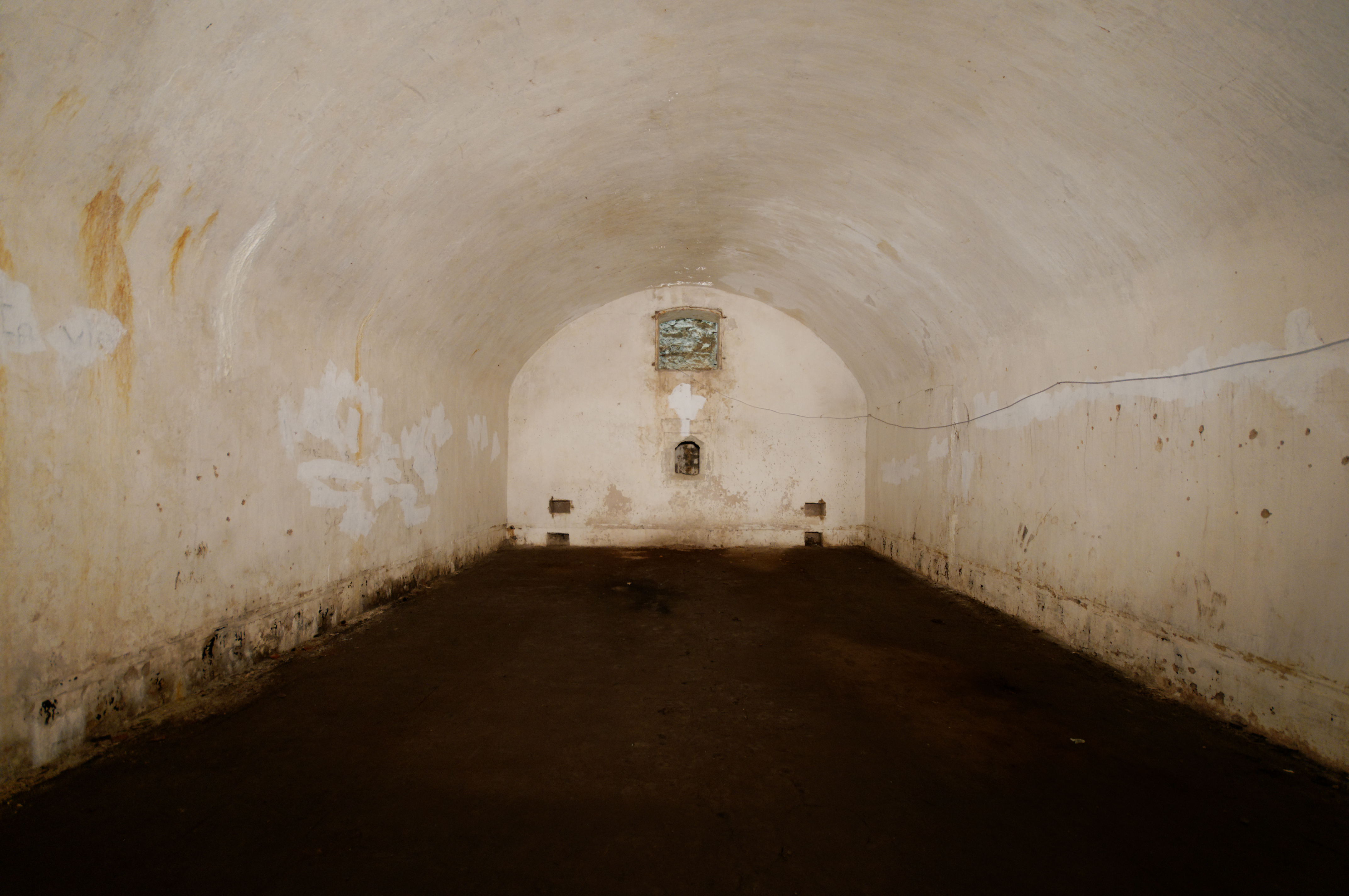
Le magasin aux munitions confectionnées.

Comme tous les magasins à poudre et à munitions, ils sont éclairés par une à trois lampes à huile placées derrière une vitre de 2 cm d'épaisseur dans un créneau à lampe. Ces lampes sont accessibles via la chambre des lampes pour le magasin à poudre et via l'intérieur pour magasin aux munitions confectionnées.

### Les caponnières

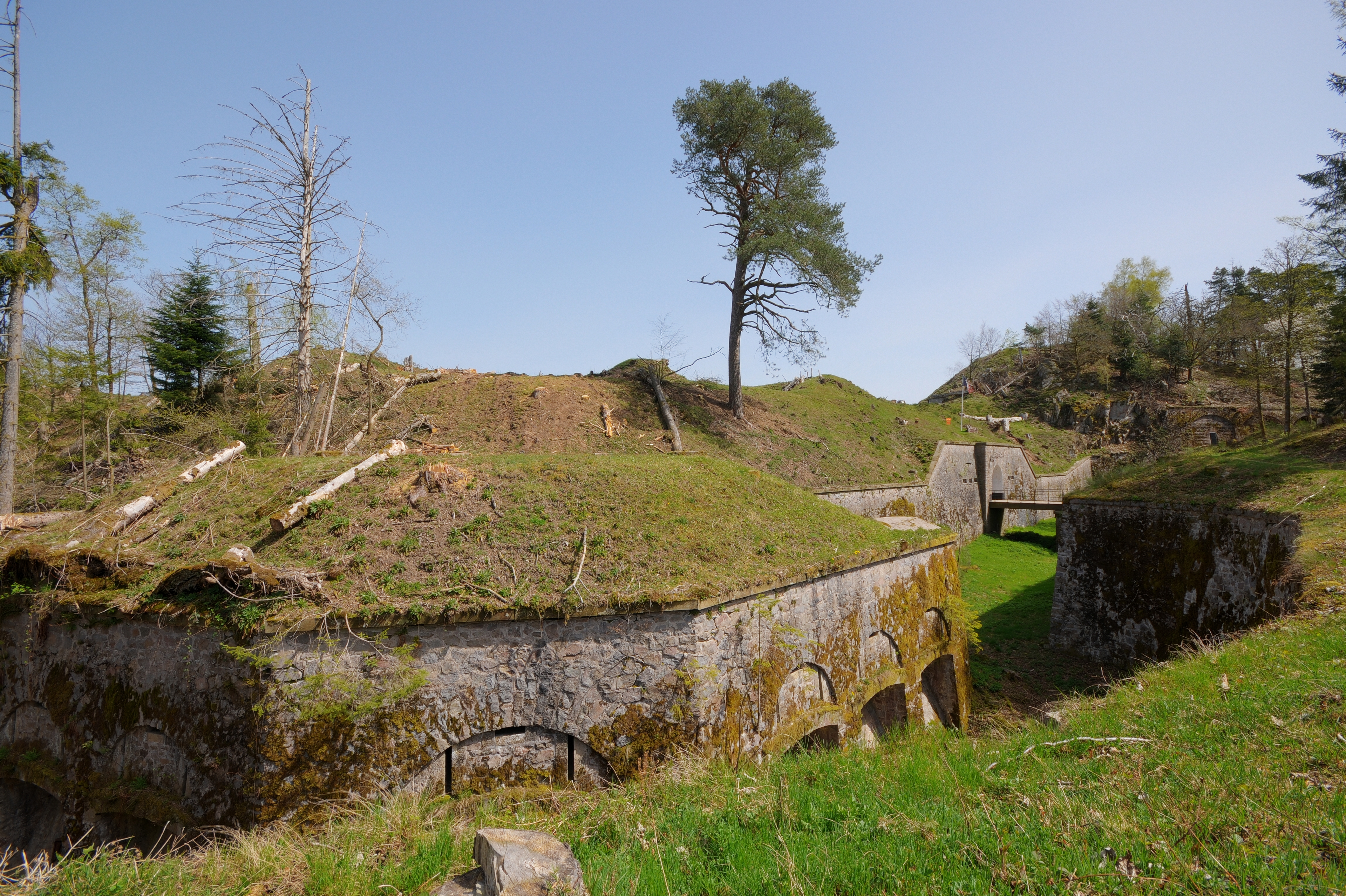
L'extérieur de la caponnière double.

Ce fort possède 2 caponnières : une caponnière double et une caponnière simple.

### Le poste optique

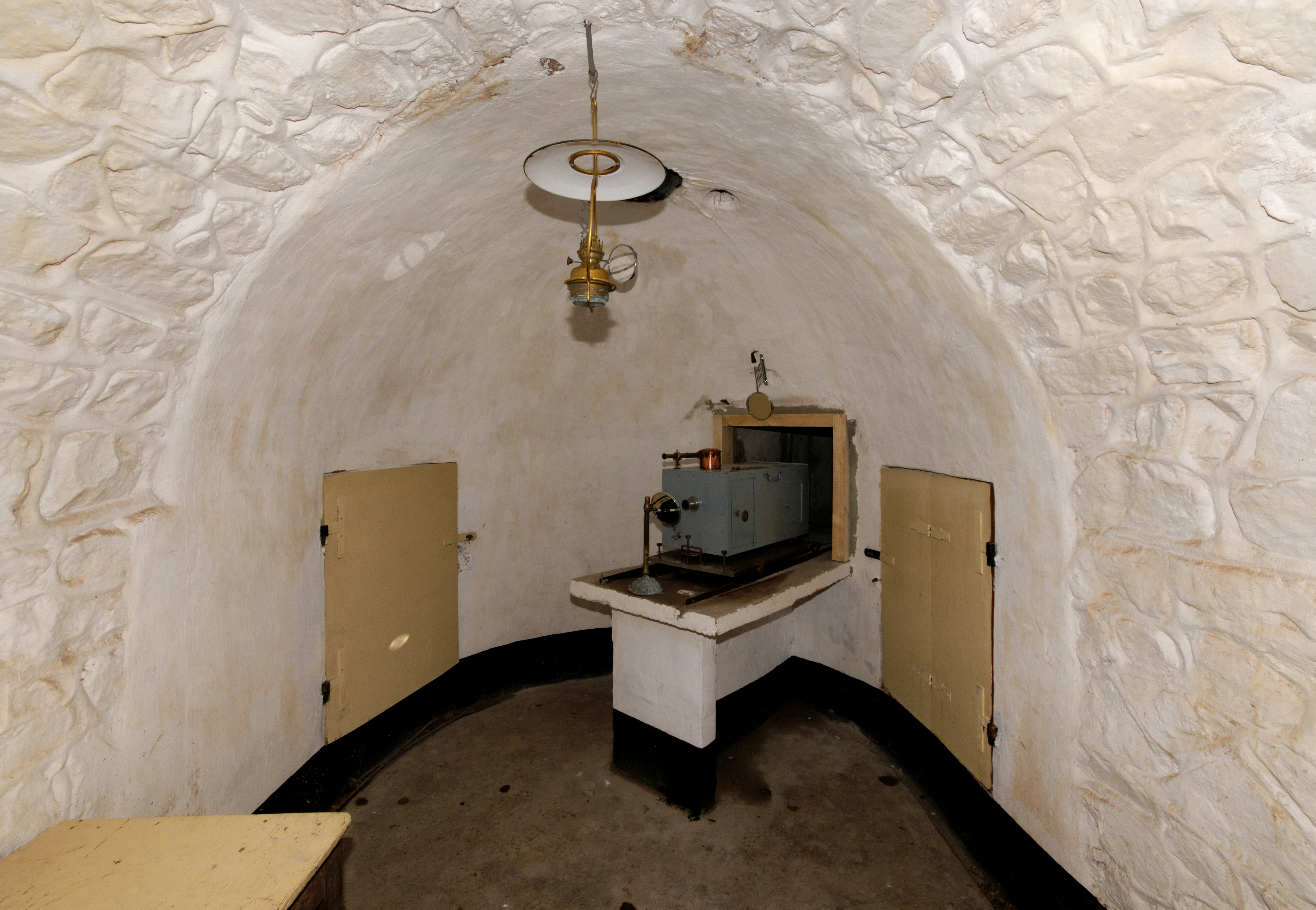
L'intérieur du poste optique avec son système de communication optique.

Ce fort est un des rares (sinon le seul) à posséder une reconstitution du système de communication optique. Celui-ci fonctionne, de jour, avec le soleil et, de nuit, avec une lampe à pétrole.